# 南派三叔
南派三叔（1982年2月20日—），本名徐磊，男，浙江嘉善人，中国網路作家，以《盗墓笔记》系列小说闻名，现居杭州。正職為外贸公司职员，并且為杂誌《超好看》创办者兼主編。自稱從小聽著盜墓故事長大、家人朋友多從事古董生意，但從未蒐集盜墓物品、更未曾探索古墓。

## 生平
2006年時開始在網絡上寫作，《盜墓筆記》是他的處女作。
2011年以人民幣1580万元的版税收入，登上第六届中国作家富豪榜第二位，引發網民討論。
2011年創辦《超好看》雜誌，2012年創辦《驚嘆號》小說漫畫雜誌， 2014年成立南派影視投資管理公司及外星人工作室，同年與著名畫家周凱合作成立K2工作室。

## 封笔事件
2013年3月22日，南派三叔在新浪微博发布消息，称因压力巨大，不再进行任何文学创作，但保留“南派三叔”作为笔名。短时间内该微博转发量十余万，大部分网友对南派三叔宣布封笔表示遗憾但理解。
2013年4月16日，南派三叔在新浪微博发布消息，称自己从2012年开始涉及婚外恋，并因此导致即将离婚。随后，一位自称其妻子的微博网友否认离婚，并声称南派三叔自2011年末，便患有精神疾病。
2013年8月2日，南派三叔在新浪微博上發布「我如果把小哥写死了，我还能活多久？」一文，短時間內達數萬次轉發，網友猜測其可望復筆。
近來，南派三叔在新浪微博發布了不少文章，並宣佈逐漸恢復寫作。

## 主要作品
- 《盗墓笔记》系列
  - 《盗墓笔记—七星鲁王宫》
  - 《盗墓笔记貳—怒海潛沙》
  - 《盗墓笔记參—秦岭神树》
  - 《盗墓笔记肆—云顶天宫》
  - 《盗墓笔记伍—蛇沼鬼城》
  - 《盗墓笔记陸—谜海归巢》
  - 《盗墓笔记柒—阴山古楼》
  - 《盗墓笔记捌—邛笼石影》
  - 《盗墓笔记玖—大结局（上）》
  - 《盗墓笔记玖—大结局（下）》
- 《雨村筆記》
- 《大漠苍狼》系列 深淵筆記
  - 《大漠苍狼：绝地勘探》
  - 《大漠苍狼：绝密飞行》
- 《藏海花》 ：《閻王騎屍》《千年伏筆》
- 《盜墓筆記少年篇：沙海》 ：《荒沙鬼影》《古鎮迷局》《鬼河死海》《沙蟒蛇巢》
- 《盜墓筆記之南部檔案》
- 《盜墓筆記重啟之極海聽雷》
- 《盗墓笔记·十年》[6]
- 《花夜前行》
- 小故事《盜墓筆記賀歲篇》
- 小故事《釣王》
- 小故事《盲塚》
- 小故事《老九門》
- 小故事《老九門 陳皮阿四番外篇》
- 《世界》
- 《天才與瘋子的狂想》
- 《良渚密碼》
- 《怒江之战》系列
- 《黃河鬼棺》系列[7]

## 監製
- 電視劇《尋找愛的冒險》(2016)
- 綜藝節目《七十二層奇樓》(2017)
- 電視劇《黃金瞳》（2019）

## 影視衍生作品
- 網絡劇《盗墓笔记》(2015)
- 電視劇《怒江之战》(2016)
- 電　影《盗墓笔记》(2016)
- 網絡劇《老九门》(2016)
- 網絡劇《沙海》(2018)
- 網絡劇《怒海潛沙&秦嶺神樹》（2019）
- 網絡劇《重啟之極海聽雷》（2020）
- 网络剧《终极笔记》（2020）
- 網絡劇《雲頂天宮》（2021）
- 网络剧《藏海傳》（2025）